# Ornithomimus
Ornithomimus ist eine Gattung theropoder Dinosaurier aus der Gruppe der Ornithomimosauria. Sie lebte in der späten Oberkreide im heutigen Nordamerika. Dromiceiomimus gilt heute meist als gleiche Gattung.

## Merkmale

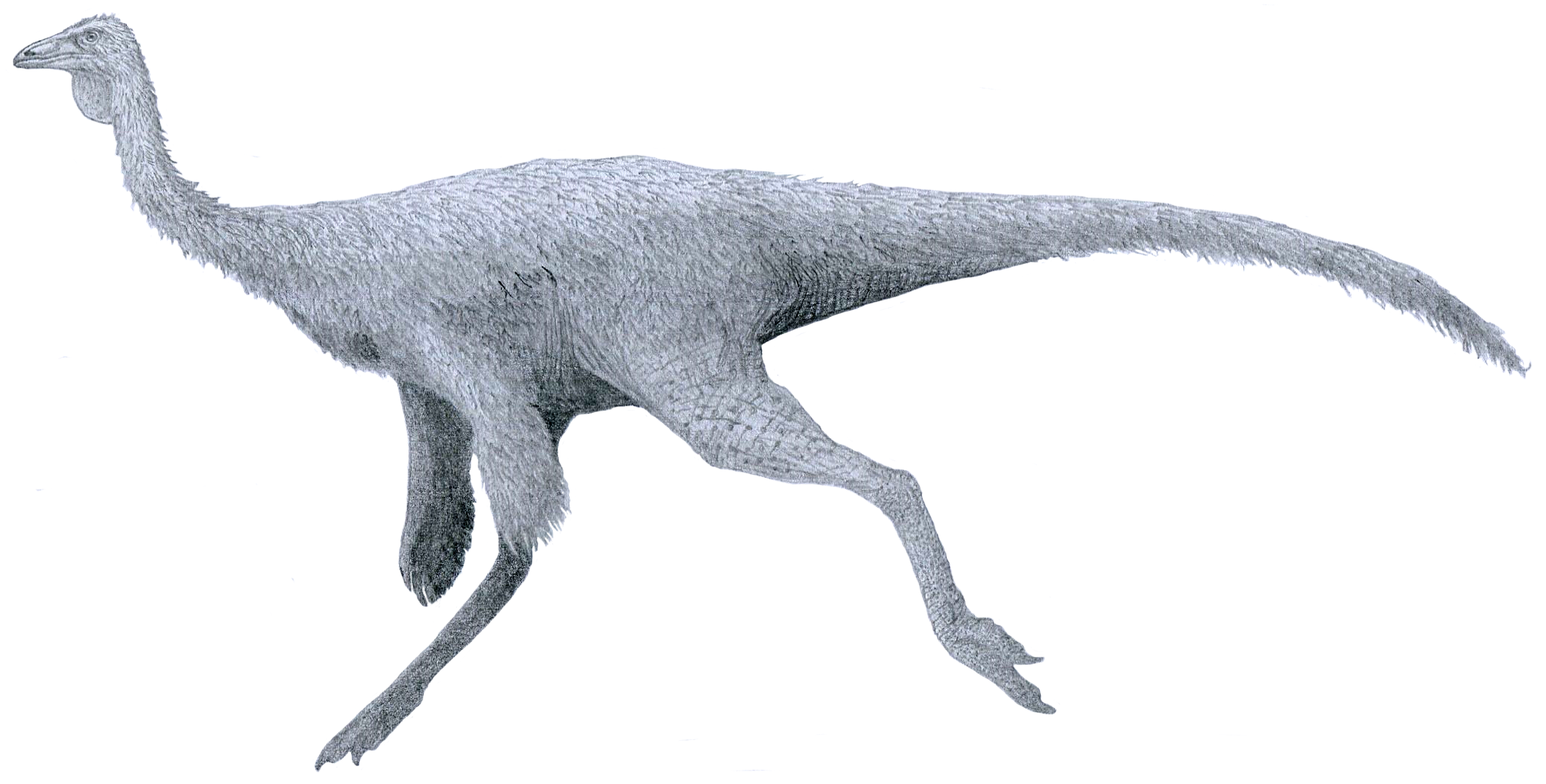
Lebendrekonstruktion

Ornithomimus hatte den für alle Ornithomimidae typischen Körperbau. Es war ein schlanker Dinosaurier, der relativ kleine Kopf saß auf einem langen Hals. Er bewegte sich ausschließlich biped (auf den Hinterbeinen) fort. Seine Gesamtlänge betrug rund 3 bis 4 Meter.
Die Schnauze war langgestreckt und endete in einem Hornschnabel, Zähne waren nicht vorhanden. Der Kopf war leicht gebaut und teilweise pneumatisiert (das heißt mit luftgefüllten Hohlräumen versehen), die Augen waren groß und saßen seitlich am Kopf. Die Vordergliedmaßen waren relativ groß, aber schwach gebaut. Die Hände trugen drei Finger, die in stumpfen Krallen endeten. Eine Autapomorphie dieser Art ist, dass der erste Mittelhandknochen länger als die beiden anderen ist. Die Hinterbeine waren lang, die Unterschenkel länger als die Oberschenkel, was dafür spricht, dass Ornithomimus ein schneller Läufer war. Die Mittelfußknochen waren verlängert, die Füße endeten in drei nach vorne gerichtete Zehen.
Aufgrund der modifizierten Hinterbeine gilt Ornithomimus als schneller Läufer, der möglicherweise Geschwindigkeiten über 60 km/h erreichte. Was er mit seinem zahnlosen Schnabel fraß, ist nicht bekannt. Funde von Gastrolithen bei anderen Ornithomimosauriern könnten für eine pflanzliche Ernährung sprechen. Auch wirbellose Kleintiere als Beute oder eine omnivore Ernährung sind denkbar.
Etwa 72 Millionen Jahre alte Fossilien eines Jungtieres und zweier adulter Exemplare aus Alberta zeigen, dass Ornithomimus eine daunenartige Befiederung hatte und die Älteren zusätzlich an den Vorderarmen längere Federn besaßen, die ihren Vordergliedmaßen ein dem Vogelflügel ähnliches Aussehen gaben. Die späte Entwicklung der langen Vorderarmbefiederung lässt vermuten, dass sie möglicherweise dem Imponierverhalten diente oder den Eiern brütender Tiere zusätzlichen Schutz bot.

## Systematik
Ornithomimus war der erste bekannte Vertreter der Ornithomimidae und der Ornithomimosauria, seine Fossilien wurden im westlichen Nordamerika gefunden. Die erste bekannte Art war Ornithomimus velox, von Othniel Charles Marsh 1890 beschrieben. Die Überreste dieser Art sind dürftig, ungleich besser erhalten ist die zweite Art, Ornithomimus edmontonicus, 1933 von Charles Mortram Sternberg beschrieben. Einige weitere Arten gelten heute entweder als Synonyme dieser beiden Arten oder wurden in eigene Gattungen eingeordnet, etwa Archaeornithomimus. Der Name Ornithomimus bedeutet („Vogelnachahmer“) und spielt auf die Ähnlichkeit mit Laufvögeln an.
Funde dieser Gattung stammen aus den US-Bundesstaaten Colorado, Utah und Wyoming sowie aus der Horseshoe-Canyon-Formation in der kanadischen Provinz Alberta. Die Funde werden in die Oberkreide (Maastrichtium) auf ein Alter von etwa 72 bis 66 Millionen Jahre datiert.
1972 wurden anhand von Unterschieden in den Skelettproportionen mehrere Individuen in eine neue Gattung Dromiceiomimus („Emu-Nachahmer“) klassifiziert und mit D. brevitertius und D. samueli zwei Arten beschrieben. Spätere Untersuchungen mit einer größeren Bandbreite von Fossilien konnten diese Abtrennung nicht bestätigen, die Tiere werden heute allesamt in der Art Ornithomimus edmontonicus eingeordnet.